# Abraxas nigrocaerulea
Abraxas nigrocaerulea är en fjärilsart som beskrevs av Rayner 1909. Abraxas nigrocaerulea ingår i släktet Abraxas och familjen mätare. Inga underarter finns listade i Catalogue of Life.